# Libra manesa
A libra manesa (em Manês: Punt Manninagh) é a moeda da Ilha de Man, em paridade com a libra esterlina. A libra manesa é dividida em 100 pénis (Inglês: Penny/Pennies). As notas e moedas, denominadas em libras e pénis, são emitidas pelo governo da Ilha de Man.

## Paridade com libra esterlina
A Ilha de Man está em uma união monetária unilateral de facto com o Reino Unido: o governo Manês decidiu tornar a moeda do Reino Unido legal na ilha e garantir suas próprias notas e moedas com notas do Banco da Inglaterra. 
As notas do governo Manês podem, mediante solicitação, ser trocadas ao par por notas do Banco da Inglaterra de valor equivalente em qualquer escritório do Banco da Ilha de Man. Todas as notas e moedas a circular legalmente em qualquer parte do Reino Unido (por exemplo, notas do Banco da Inglaterra) podem circular legalmente na Ilha de Man. 
Ao contrário das notas da Irlanda do Norte e da Escócia, o Reino Unido não exige que o governo da Ilha de Man lide com as notas e moedas manesas e com notas ou títulos do Banco da Inglaterra. Não há restrição sob a lei do Reino Unido sobre o número de notas e moedas que podem emitir, porém as notas e moedas manesas não são moeda legal no Reino Unido, pois não foram aprovadas pelo Parlamento do Reino Unido. As notas e moedas não são subscritas pelo governo do Reino Unido ou pelo Banco da Inglaterra, e não há garantia de conversibilidade além da fornecida pelas autoridades manesas. No entanto, a exigência da Lei da Moeda da ilha de 1992 para que o Tesouro da Ilha de Man troque notas de Libra manesa sob demanda por notas do Banco da Inglaterra, na prática restringe a emissão de moeda sem lastro, e o total agregado de notas emitidas deve ser pré-aprovado por Tynwald.
A ISO 4217 não inclui um código de moeda separado para a libra manesa, mas onde um código diferente de GBP é desejado, geralmente é usado o IMP.
As notas e moedas do Reino Unido (sejam de bancos na Inglaterra, Escócia ou Irlanda do Norte) são geralmente aceitas na Ilha de Man, mas as notas e moedas manesas não são geralmente aceitas no Reino Unido. Para auxiliar aqueles que viajam até à ilha, as caixas electrónicas (ATM) no Terminal Marítimo de Douglas e no Aeroporto da Ilha de Man emitem apenas notas do Banco da Inglaterra. Várias empresas na ilha aceitam euros.

## História
A primeira cunhagem manesa foi emitida em particular em 1668  por John Murrey, um comerciante de Douglas, consistindo em centavos iguais em valor aos seus equivalentes ingleses. Esses "centavos Murrey" ganharam curso legal em 1679, quando o Tribunal de Tynwald proibiu a cunhagem privada não oficial que circulava antes e junto com os centavos de John Murrey (a cunhagem inglesa também era permitida por esta lei).
Devido à dificuldade de manter o stock de moedas na ilha, em 1692, o valor da cunhagem manesa foi diminuído, com as coroas inglesas circulando a 5 xelins a 4 pence, as meias-coroas a 2 xelins a 8 pence e os guinéus a 22 xelins. Naquela época,Tynwald também proibiu a retirada de dinheiro da ilha, na tentativa de manter o abastecimento.
Em 1696, ocorreu uma nova desvalorização, com todas as moedas de prata e ouro inglesas avaliadas em 14 pénis manesas para cada xelim. Entre 1696 e 1840, as moedas de cobre manesas circularam ao lado das primeiras moedas inglesas e, posteriormente, britânicas de prata e ouro, a uma taxa de 14 pénis para 1 xelim. Como na Inglaterra, havia 20 xelins por libra. Assim, após 1696,100 libras esterlinas valeram 116 libras 13s 4d manesas.
Em 1708, o governo da Ilha de Man aproximou-se da Casa da Moeda Real e solicitou que a moeda fosse emitida para a ilha. O então Mestre da Casa da Moeda ,Sir Isaac Newton, recusou. Como resultado, a primeira emissão de moedas pelo governo na ilha foi em 1709. Essa cunhagem tornou-se com curso legal em 24 de Junho de 1710. Em 1733, Tynwald proibiu a circulação de qualquer moeda "base" (não de prata ou ouro) além da emitida pelo governo.
Devido à semelhança entre as moedas manesas e britânicas, era lucrativo trocar xelins por moedas manesas e passá-las como moeda britânica na Grã-Bretanha, obtendo um lucro de 2 libras por cada 12 libras em moedas manesas assim transferidas. Isso aconteceu em tal escala que em 1830 a ilha estava quase totalmente privada de cunhagem de cobre.
Em uma tentativa de resolver este problema, foi apresentada uma proposta para abandonar a cunhagem manesa separada em favor das moedas britânicas. Isso foi rejeitado pela Casa das Chaves em 1834, mas foram rejeitadas pelo Governo Britânico em 1839. Uma lei foi aprovada declarando que "... a moeda da Grã-Bretanha será e se tornará, e é declarada como sendo, a moeda de a Ilha de Man", e esta continua a ser a lei manesa até hoje. Essa mudança causou ressentimento: alguns ilhéus se sentiram defraudados e houve sérios distúrbios em Douglas e Peel. Estes eram conhecidos como motins de "Copper Row", e foram reprimidos pela milícia manesa.
A Royal Mint emitiu um total de 1.000 libras em moedas de cobre. Seguindo uma Lei em 1840, eram avaliados em 12 pénis por xelim. Todas as moedas emitidas antes de 1839 foram declaradas por esta lei como não mais atuais, e foram revogadas pela Junta de Alfândega e trocadas pela Casa da Moeda Real em seu valor nominal original pela nova moeda. Depois de 1839, nenhuma outra moeda manesa foi emitida, e elas gradualmente se tornaram escassas e foram substituídas na circulação geral na ilha pelas moedas do Reino Unido. Elas não deixaram de ser moeda legal em Mann até a decimação em 1971. As notas eram emitidas de forma privada para a ilha desde 1865.
Em 1971, o Reino Unido mudou para uma moeda decimal, com a libra subdividida em 100 pénis. O Governo da Ilha de Man, tendo emitido as suas próprias cédulas durante dez anos, aproveitou a oportunidade para se aproximar da Casa da Moeda Real e solicitar as suas próprias versões das moedas decimais, introduzidas em 1971.

## Moedas

### Pénis Murrey
Os "Pénis Murrey" de 1668 foram os primeiros a representar o símbolo dos ''tríscele'' e o lema da Ilha "Quocunque Gesseris Stabit ", ambos os quais continuaram a figurar na moeda manesa até aos dias atuais (o lema foi corrigido para "Quocunque Jeceris Stabit " no início do século 18).

### Moedas do governo
Em 1709, foram introduzidos pénis (300 libras no total) e meio péni (200 libras no total). Mais dessas moedas foram emitidas em 1733 (250 libras em pénis,150 libras em meio péni). Essas emissões de moedas têm o brasão da família Stanley, Lordes de Man, no inverso (uma águia e uma criança em um boné), junto com o lema da família Stanley, "Sans Changer ". A edição de 1709 era um elenco de baixa qualidade produzido na Inglaterra; a emissão de 1733 foi uma moeda cunhada de alta qualidade produzida em Castletown .
Uma edição atualizada da cunhagem manesa foi produzida em 1758, totalizando 400 libras. Substituiu o brasão da família Stanley por uma representação da coroa Ducal do Duque de Atholl acima das letras do monograma AD (para o latim, Atholl Dux ).
Em 1786, um novo desenho de moeda foi emitido, com a cabeça do Rei Jorge III (agora o Senhor de Man) e o lema do estado inglês no inverso e os tríscele e o lema manês no reverso. O retrato padrão do rei de Lewis Pingo foi usado, o mesmo que na moeda britânica, que mostrava o rei com uma coroa de louros em vez de uma coroa .
Houve outras edições em 1798 e 1813. Como as moedas anteriores, elas eram do mesmo tamanho e material (cobre) que as moedas inglesas e passariam facilmente por elas; no entanto, como os pénis maneses custavam 14 por xelim, eles valiam menos do que seus equivalentes ingleses.

Em 1839, após a reavaliação para 12 pénis por xelim, a Casa da Moeda Real emitiu centavos de cobre, meio péni e pénis que eram semelhantes aos designs anteriores, mas atualizados com a cabeça da Rainha Vitória. Estas foram as últimas moedas emitidas para a Ilha de Man até 1971.

Moeda do Duque de Atholl ; Banco 1/2d ; Victoria 1d
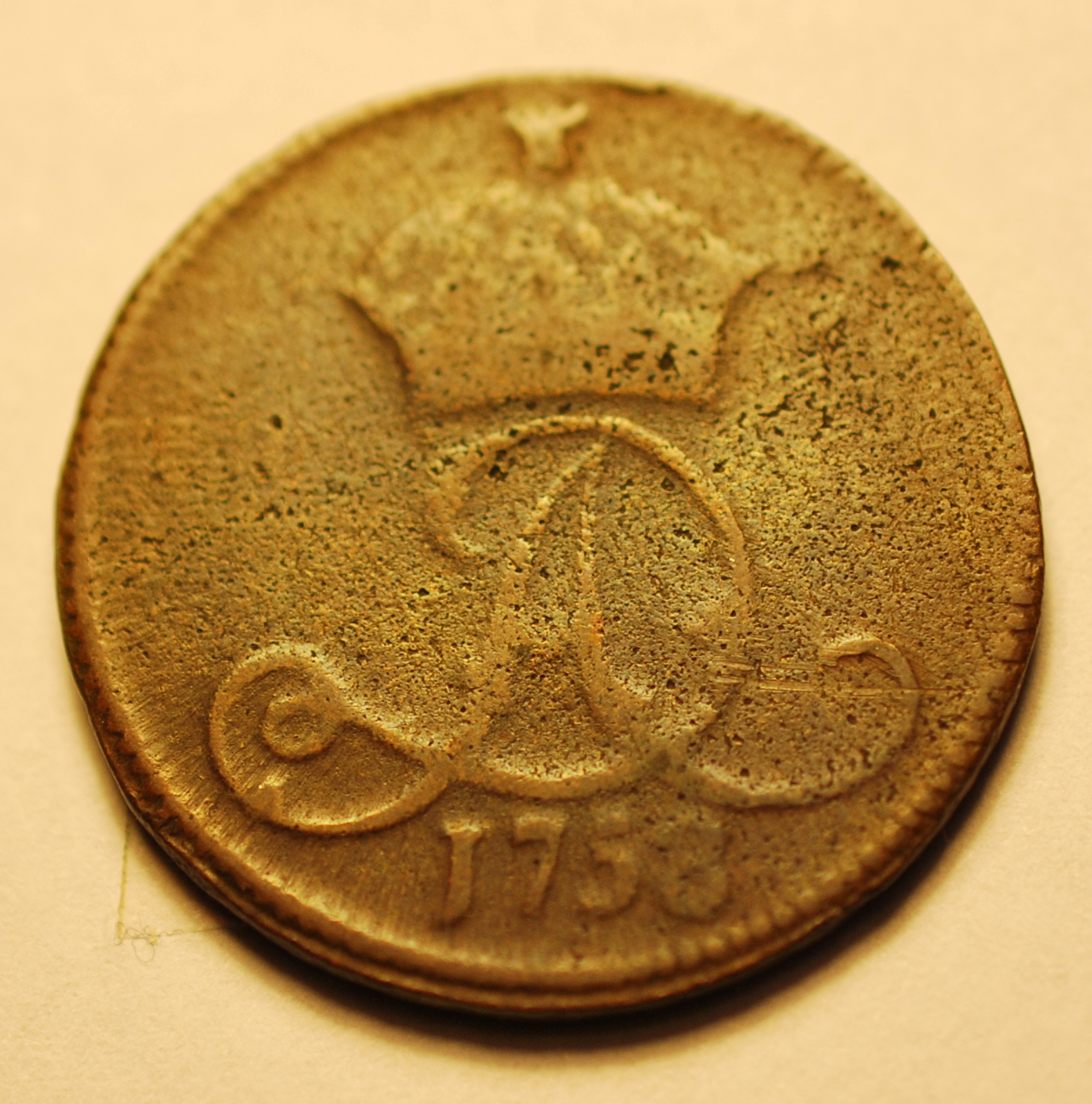
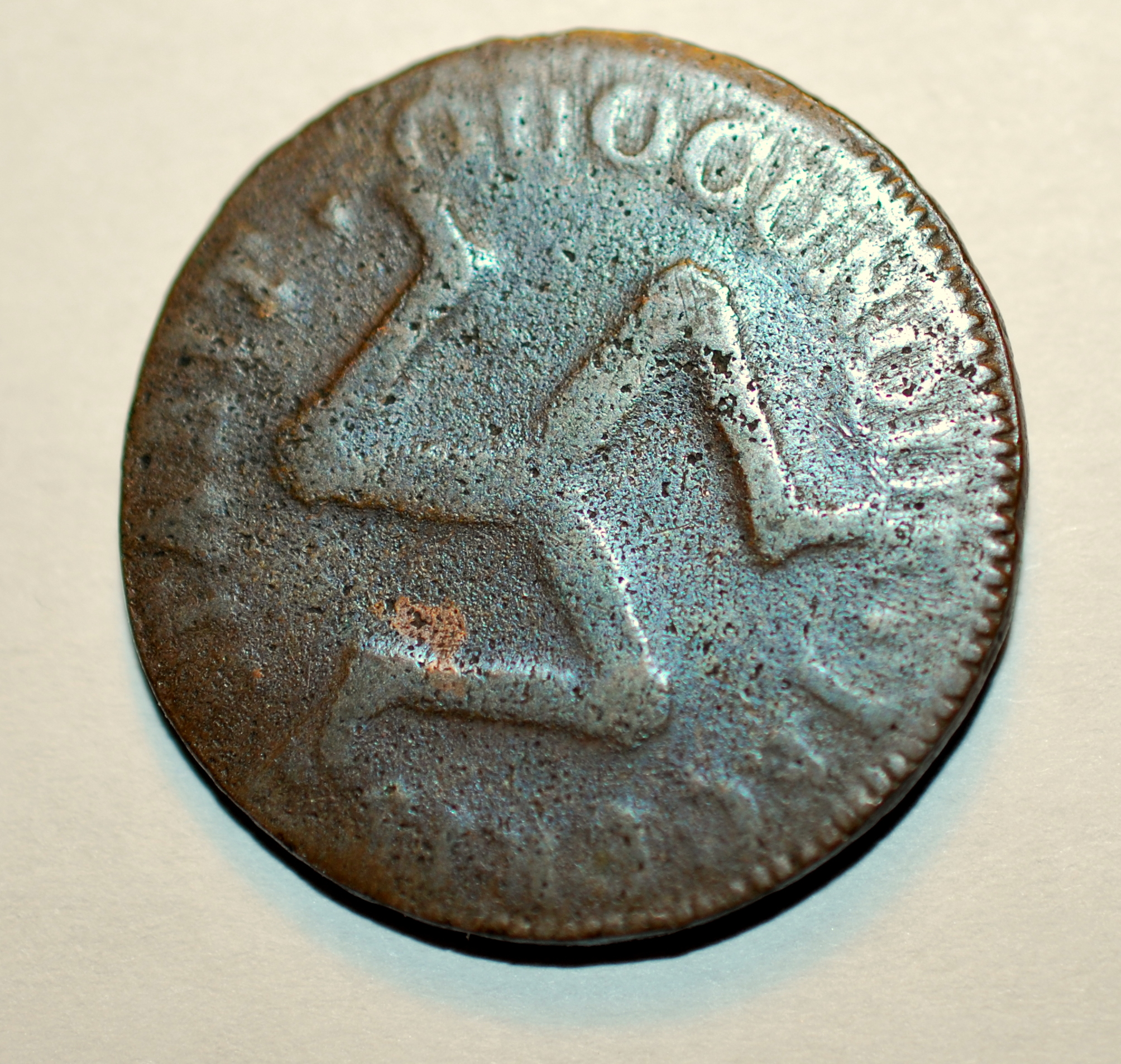
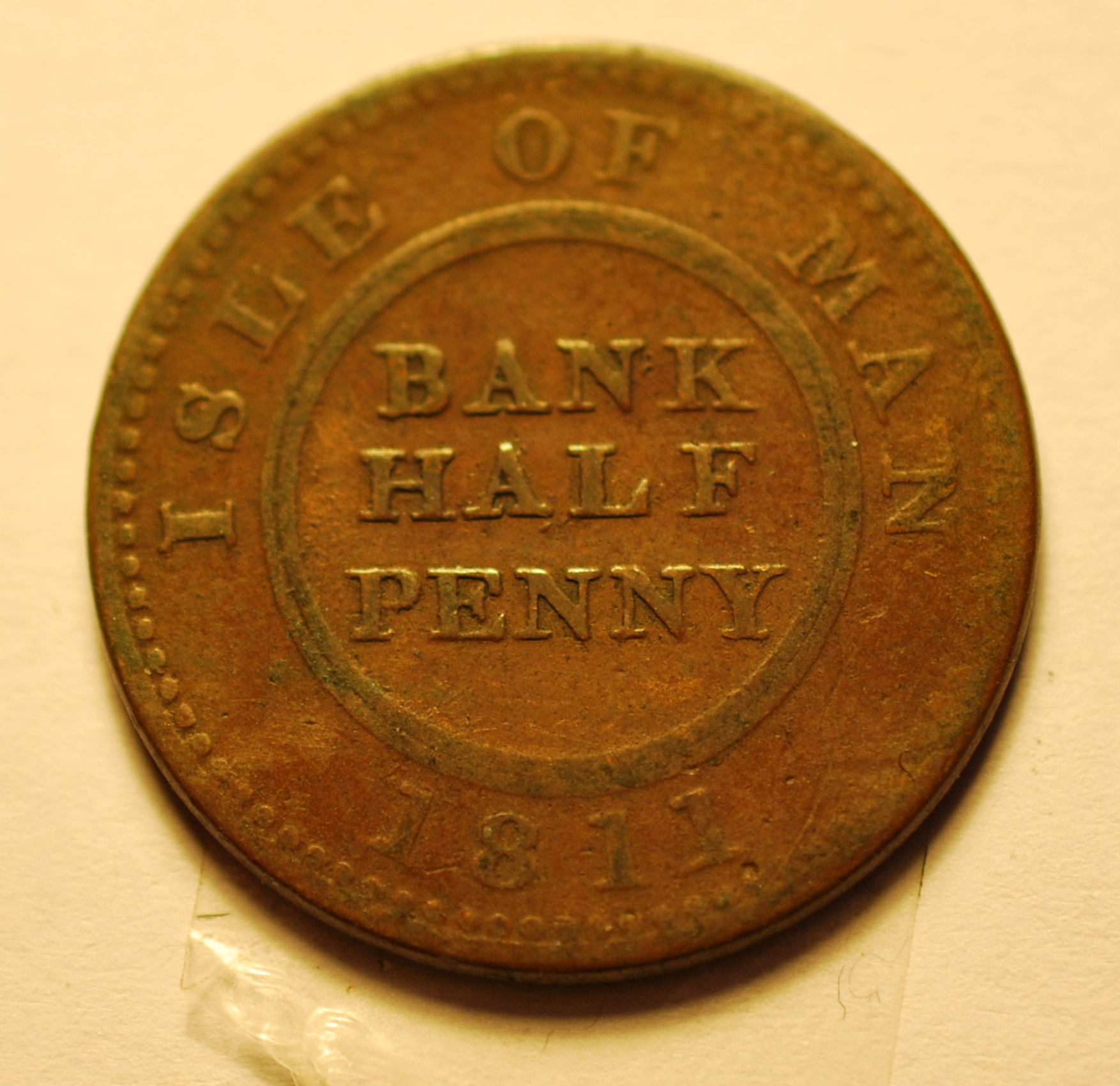
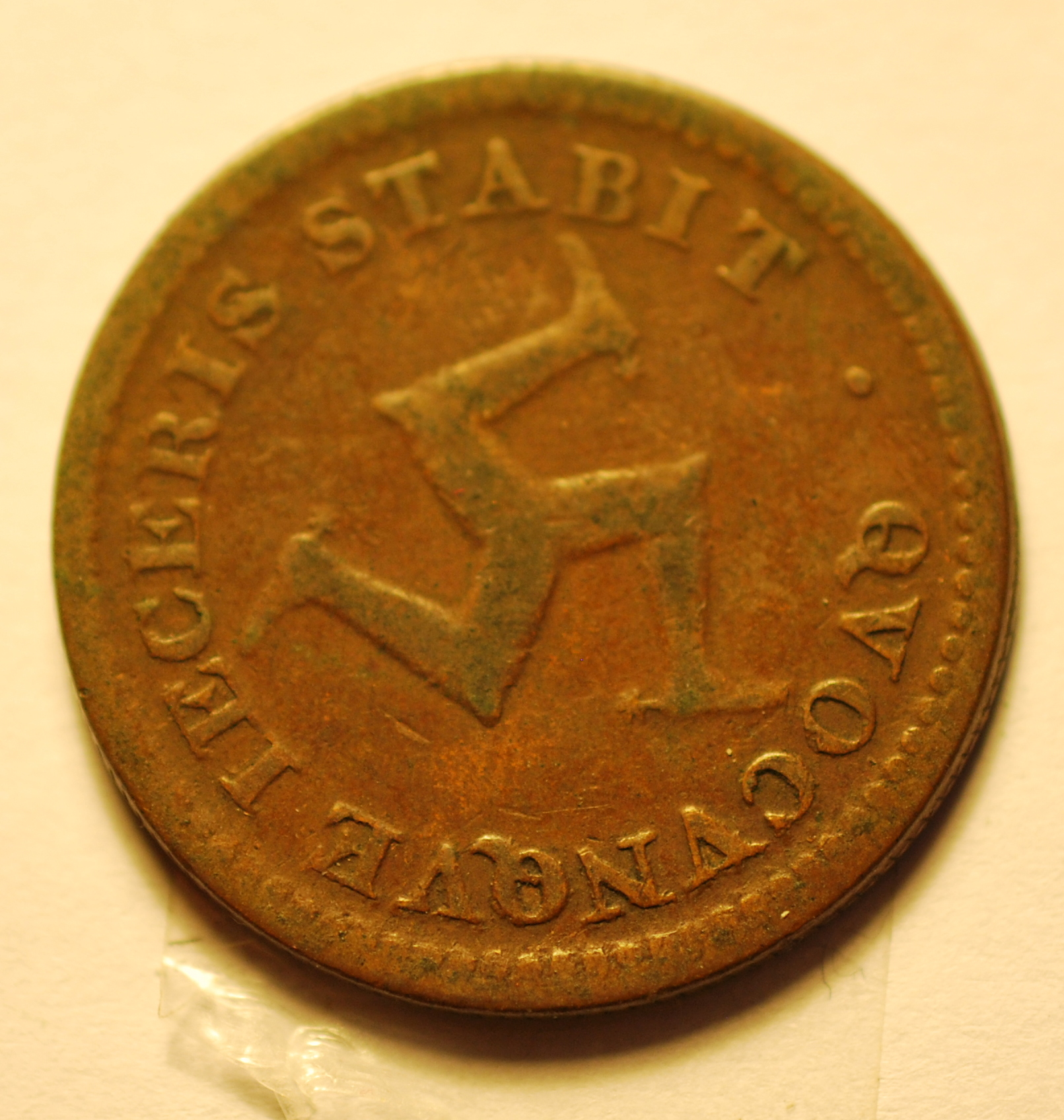
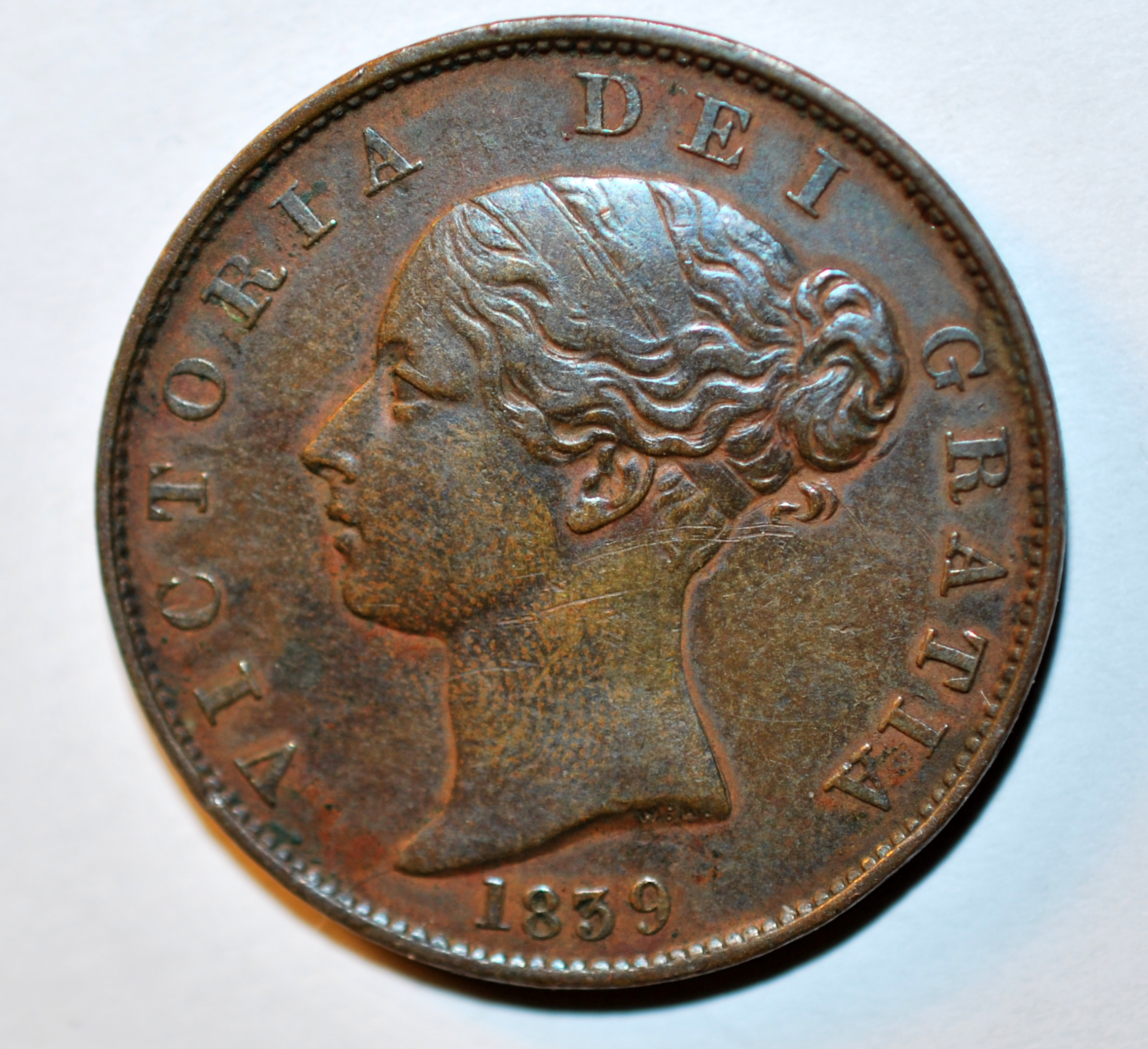
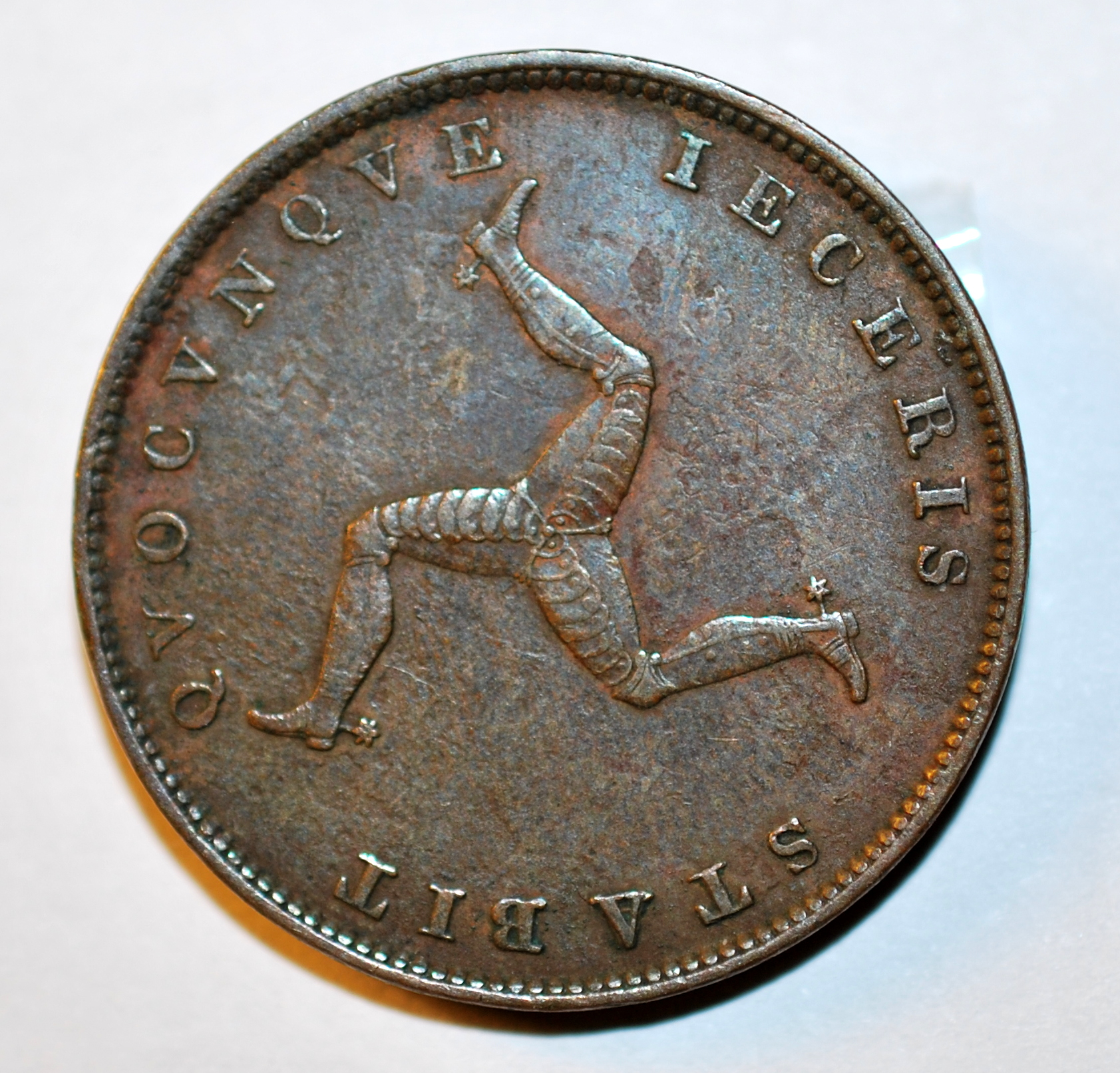

### Moeda decimal
Em 1971, 1⁄2, 1, 2, 5, 10 e 50 novas moedas péni foram introduzidos. Todas tinham a mesma composição e tamanho das moedas britânicas correspondentes. A partir de 1972, a produção de moedas e coroas comemorativas foi transferida da Casa da Moeda Real para a Casa da Moeda de Pobjoy. A palavra "novo" foi removida das moedas em 1976.
Em 1978, foi introduzida uma moeda de 1 libra com 22 mm de diâmetro, 1,45 mm de espessura e pesando 4g,  mas não era popular em comparação com a nota de 1 libra existente que permaneceu em uso. Uma moeda de 20 péni foi introduzida ao lado de sua contraparte do Reino Unido em 1982. Em 1983, quando o Reino Unido substituiu notas de 1 libra por moedas de libra, a Ilha retirou as moedas de libra emitidas desde 1978 e começou a emitir moedas com a especificação da moeda do Reino Unido (22,5 mm e 9,5g). Da mesma forma, uma moeda bimetálica de 2 libras foi introduzida junto com a versão do Reino Unido em 1998.
O inverso das moedas manesas traz o mesmo retrato de Isabel II que as moedas do Reino Unido, com as palavras ISLE OF MAN à esquerda. Ao contrário do antigo equivalente no Reino Unido, a moeda manesa de uma libra não traz uma inscrição na borda; em vez disso, as bordas são parcialmente fresadas e parcialmente planas em faixas alternadas.
Desde 2017, uma nova série de moedas de 1 libra produzida pela Tower Mint tem uma borda contínua finamente fresada.
O status de curso legal da moeda redonda de 1 libra pesando 9,5 g foi retirado no Reino Unido em 15 de Outubro de 2017, mas, ao contrário dos Bailiwicks de Jersey e Guernsey, a Ilha de Man não retirou o status de curso legal de suas próprias moedas de 1 libra da mesma especificação; nem há planos atualmente para introduzir uma moeda IOM de 12 lados. Além disso, apesar de não terem mais curso legal, as antigas moedas de £ 1 do Reino Unido permaneceram em uso na Ilha de Man até 28 de fevereiro de 2018, data após a qual apenas notas e moedas IOM de 1 libra e moedas de 1 libra do Reino Unido de 12 lados serão aceitas.